# Protea inyanganiensis
Protea inyanganiensis är en tvåhjärtbladig växtart som beskrevs av John Stanley Beard. Protea inyanganiensis ingår i släktet Protea och familjen Proteaceae. Inga underarter finns listade i Catalogue of Life.